# Nostera lynx
Nostera lynx là một loài nhện trong họ Zodariidae.
Loài này thuộc chi Nostera. Nostera lynx được Rudy Jocqué miêu tả năm 1991.